# Moshe Shamir
Moshe Shamir (en hebreo: משה שמיר) (Safad, 15 de septiembre de 1921 - Tel Aviv, 21 de agosto de 2004) fue un escritor, periodista y político israelí.
Comenzó su formación en la escuela Tel Nordau y se graduó de la escuela secundaria judía Herzliya en Tel Aviv. Fue uno de los editores del periódico Al Ha-Homa de 1939 a 1941.
De 1944 a 1946 se convirtió en miembro del kibutz Mishmar HaEmek.Durante la guerra árabe-israelí de 1948 sirvió en el Palmaj. Shamir comenzó su carrera política en el movimiento Hashomer Hatzair en el que obtuvo un papel de liderazgo. En 1947 fundó Bamahane (literalmente “en el campo base”) el semanario oficial del Ejército de Defensa de Israel, del que fue editor hasta 1950. Formó parte de la denominada “generación del 48” o “generación del Pajmal” junto a Hayim Guri o S. Yizhar, que manifestó una mentalidad y un trasfondo cultural diferentes de los de sus predecesores, ya que su lengua materna era el hebreo y su experiencia estaba plenamente arraigada en Israel.
En los años cincuenta participó en el comité editorial del diario Maariv, en particular de la página literaria. Moshe Shamir murió en Rishon LeZion a la edad de 83 años.

## Obra
En 1940, publicó su primera novela en el periódico Al Ha-Homa, que trata sobre Abraham y el pacto con Dios por el sacrificio de Isaac.
En 1947, la novela Atravesó los campos fue el primer espectáculo representado en el recién creado Estado de Israel. El protagonista es un Sabra, es decir, un judío nacido en Israel. La novela ganó el premio Ussishkin y fue adaptada para una película de Yosef Milo, quien también dirigió la primera obra teatral. En ese mismo año, Shamir se convirtió en editor en jefe de Bamahane, el periódico Haganah, la organización militar que luego se convirtió en las Fuerzas de Defensa de Israel. Su dirección terminó cuando David Ben-Gurion solicitó su renuncia por la publicación de un artículo en el que se celebró la disolución de Palmaj. Desde entonces, continuó provocando escándalos más que cualquier otro autor judío de la época.
Una encuesta realizada en la década de 1950 por el Instituto Szold indicó que dos tercios de los encuestados preferían a Shamir a todos los demás escritores israelíes. Fue el representante más destacado de su generación de escritores.[cita requerida]
El protagonista del libro Con sus propias manos: La historia de Alik publicado en 1951 es su hermano Alik, quien cayó en la Guerra de la Independencia. Este libro se convirtió en el ícono de ese conflicto, en lema de una generación y se tradujo al inglés, se adaptó a las transmisiones de radio y un guion de televisión. Es uno de los mayores éxitos editoriales en Israel, con más de 150 000 copias vendidas. La obra se ha convertido en parte del programa escolar.
Under the Sun (1950) y That You Naked (1959) son dos libros autobiográficos, centrados en su vida en los años treinta y cuarenta. Shamir los consideró como los mejores, muy por encima de sus obras más famosas, aunque pocos están de acuerdo con él. Escribió otros libros sobre su familia: Con su propio corazón en su hermano y No lejos del árbol en la historia familiar.
Los libros de Shamir más traducidos son El rey de la carne y la sangre (1954) y La quinta rueda (1961). En particular, La quinta rueda es un libro para niños que narra las aventuras de un joven kibutzkim que, enviado al puerto de Haifa para recuperar un tractor, a cada paso se encuentra con varias aventuras dispares que le impiden regresar al kibutz. 
Su último libro fue Yair, publicado en 2001, una biografía novelada de Yair Stern, protagonista de la política hebrea durante el mandato británico de Palestina.

## Actividad política
Fue miembro del partido Mapam (Mifleget Poalei ha-Meuchedet, Partido Obrero Unido). Después de la guerra de los Seis Días, Shamir cambió su línea política. Participó en la creación del Gran Movimiento Israel. Fue elegido en 1977 y entró en la Knesset. Fue uno de los fundadores del actual Tehiya-Bnai que se opuso a los Acuerdos de Camp David de 1978. En 1979, después de los acuerdos de paz entre Israel y Egipto, Shamir abandonó el Likud.

## Premios
Entre los diversos premios recibidos por el trabajo de Shamir se encuentran:
- 1950, el premio Ussishkin,
- 1953, el premio Brenner,
- 1955, el premio Bialik de literatura,
- 1988, el premio Israel Prize para la literatura judía,
- 2002, el Premio ACUM (Compositores, Autores y Sociedad de Editores de Israel) por su carrera literaria.